# Thylogale stigmatica
Espèce
Statut de conservation UICN

 LC  : Préoccupation mineure
Le pademelon à pattes rouges (Thylogale stigmatica ; en anglais : Red-legged Pademelon) est une espèce de petit Macropodidae du Nord de l'Australie et de Nouvelle-Guinée

## Description
Il mesure 49 cm (de 38 à 58 cm) de la tête à la racine de la queue avec une queue de 44 cm (de 30 à 47 cm) et pèse 5,1 kg (entre 2,5 et 7 kg) pour le mâle, 4,1 kg pour la femelle. Il a un pelage brun sur le dos, crème sur le ventre. Les joues, les pattes avant et arrière sont rousses. Les deux premiers orteils sont soudés mais portent deux griffes.

## Distribution
On le trouve depuis l'extrémité de la péninsule du Cap York au Queensland, jusqu'à Tamworth en Nouvelle-Galles-du-Sud. En Nouvelle-Guinée, on le trouve dans la partie Sud des plaines centrales.

## Habitat
Il vit dans les forêts humides de la région (c'est le seul des pademelons à vivre en forêt humide), quelquefois dans les forêts sclérophyles.

## Alimentation
Il se nourrit de fruits, de feuilles et de champignons trouvés dans la forêt. La nuit, il va brouter dans les clairières.

## Mode de vie
C'est un animal nocturne et solitaire qui ne se regroupe en bandes que la nuit pour se nourrir.

## Reproduction
Les jeunes deviennent matures vers 1 an (un peu plus tard pour les mâles que pour les femelles). Il n'y a pas de saison de reproduction. La durée de gestation est d'environ un mois. Il y a un petit par portée. Si un autre ovule est fécondé après la mise bas, son développement ne démarrera que lorsque son prédécesseur quittera la poche marsupiale ou mourra. Le petit reste vingt six semaines dans la poche.

## Sous-espèces
On en distingue quatre sous-espèces:
- Thylogale stigmatica stigmatica trouvé dans la région de Cairns dans le Queensland
- Thylogale stigmatica coxenii trouvé dans la péninsule de Cap York
- Thylogale stigmatica orimo trouvé en Nouvelle-Guinée
- Thylogale stigmatica wilcoxi trouvé dans le sud du Queensland et en Nouvelle-Galles du Sud